# أوين شانون
أوين شانون (بالإنجليزية: Owen Shannon)‏ هو لاعب كرة قاعدة أمريكي، ولد في 22 ديسمبر 1879 في أوماها في الولايات المتحدة، وتوفي بنفس المكان في 10 أبريل 1918.

## وصلات خارجية
- أوين شانون على موقعبيزبول رفرنس.كوم (الدوري الرئيسي) (الإنجليزية)
- أوين شانون على موقعبيزبول رفرنس.كوم (الدوري الثانوي) (الإنجليزية)